# Pinkalicious & Peterrific
Pinkalicious & Peterrific è una serie televisiva animata educativa americana-irlandese basata sui libri Pinkalicious di Victoria Kann e Elizabeth Kann. Il programma è stato presentato in anteprima su PBS Kids il 19 febbraio 2018. WGBH e Sixteen South hanno prodotto 38 episodi nel 2018.

## Titoli internazionali
- / Inglese: Pinkalicious & Peterrific